# Centro di Unità della Cultura L'Arco
Il Centro di Unità della Cultura L'Arco è stata un'associazione culturale fondata a Venezia nell'agosto del 1945.

## L'Arco e i suoi fondatori
L'Arco nasce a opera di Ferruccio Bortoluzzi, Gino Rizzardini, Mischa Scandella a cui si aggiungeranno in seguito Renzo Ferraguzzi, Gastone Geron, Luigi Ferrante, Giovanni Poli e Giorgio Zecchi. Questo gruppo di intellettuali si proponeva di rivitalizzare il clima culturale veneziano attraverso un progetto interdisciplinare che coinvolgesse i ceti proletari, tradizionalmente esclusi, invitandoli a partecipare a mostre d'arte, a spettacoli teatrali, a concerti, a dibattiti e letture di poesie. 

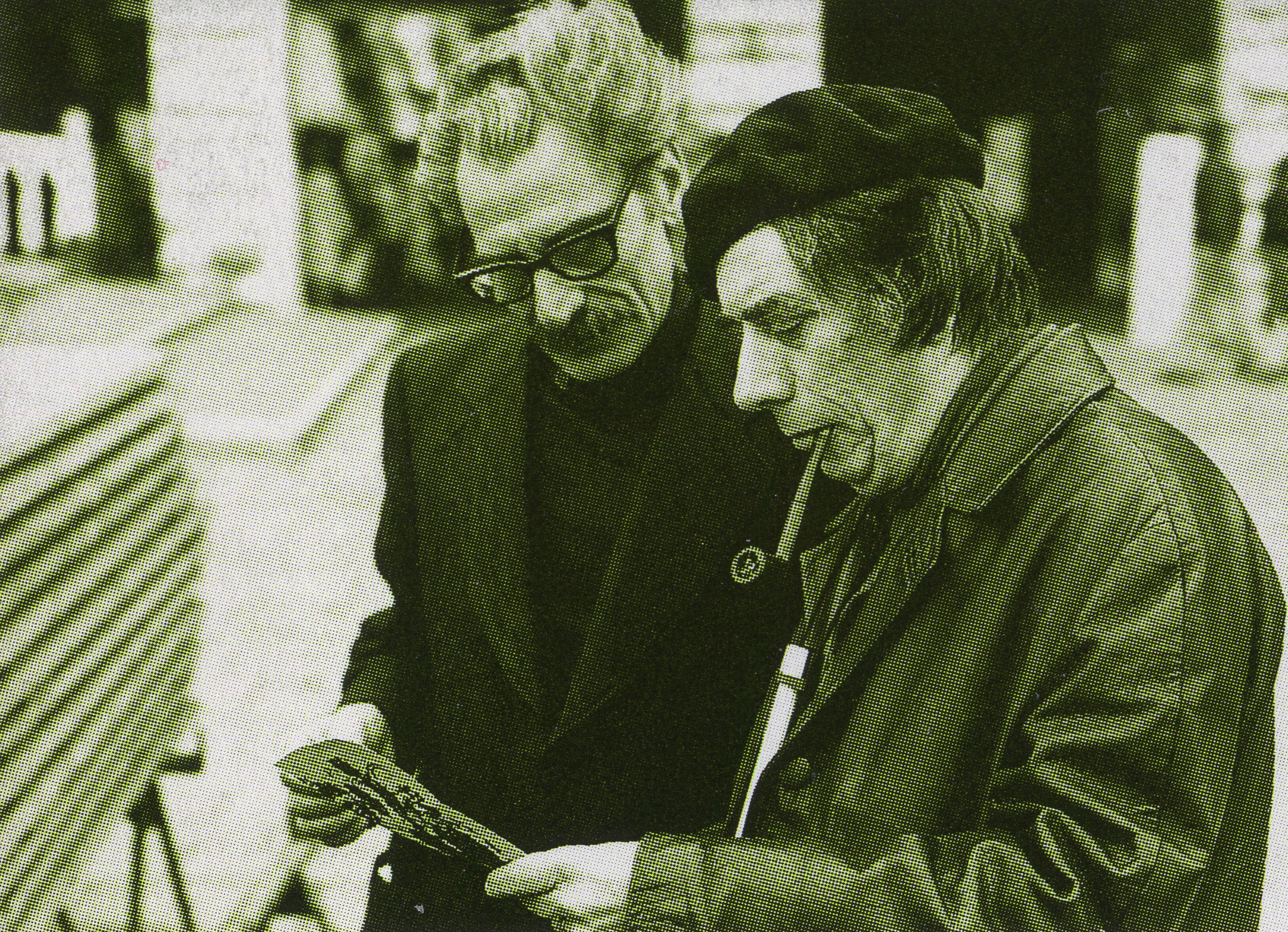
Ferruccio Bortoluzzi e a sinistra Renzo Ferraguzzi

## Il Manifesto[1]
"L'ARCO", nato dal turbamento spirituale che agita in questo secolo le coscienze giovani di fronte ai problemi dell'Arte e dall'ansia di ritrovare in una libera unione l'incontro delle nostre coscienze su quell'immutabile terreno di umanità nel quale ogni forma d'Arte affonda le sue radici, afferma la sua fede nell'Arte e nel Pensiero come espressione di civiltà e come linguaggio umano liberato da ogni sovrastruttura convenzionale e la sua convinzione che l'Arte e la Cultura debbano essere di tutta la società umana attraverso una rivalutazione del rapporto Opera d'Arte - Spettatore.
denuncia
- l'assenteismo delle masse di fronte alle manifestazioni d'Arte, l'atteggiamento di chi applaude senza convinzione, di chi frequenta i teatri e le sale da concerto per tradizione mondana, di chi acquista i quadri per il calcolo della firma;
- l'ostinazione degli artisti nel continuare una tradizione fatta di metodi contrastanti con il linguaggio della civiltà moderna non comprendendo le esigenze psicologiche del nostro tempo.
vuole
- ricondurre il pubblico all'amore per l'Arte realizzando uno spettacolo nuovo che, simbiosi delle molteplici forme artistiche, al culto di esse, lo riporti purificato;
- un programma d'Arte e di Cultura ispirato a una libera critica che permetta di rivedere certe posizioni acquisite isolandone i valori positivi;
- trascinare con un impulso di vita tutti gli assenti attraverso le molteplici vie dell'Arte e della Scienza, perché esse non siano soltanto di pochi privilegiati e di determinate classi, ma diventino autentico patrimonio spirituale di tutta la società;
- svincolare l'artista e lo studioso da ogni forma di monopolio commerciale e paternalistico.
invita
a collaborare nelle sue file uomini di teatro, poeti, prosatori, pittori, musicisti, critici, studiosi di scienze e di ogni campo della cultura e quanti, nella sincerità degli intenti e nella naturale riluttanza per il compromesso, intendono liberarsi da ogni residuo di dogmatismo e credono negli ulteriori sviluppi delle posizioni raggiunte.